# Wali Djantang
Wali Djantang è uno degli otto comuni del dipartimento di Maghama, situato nella regione di Gorgol in Mauritania. Contava 8 833 abitanti nel censimento della popolazione del 2000.